# Peter Zepp

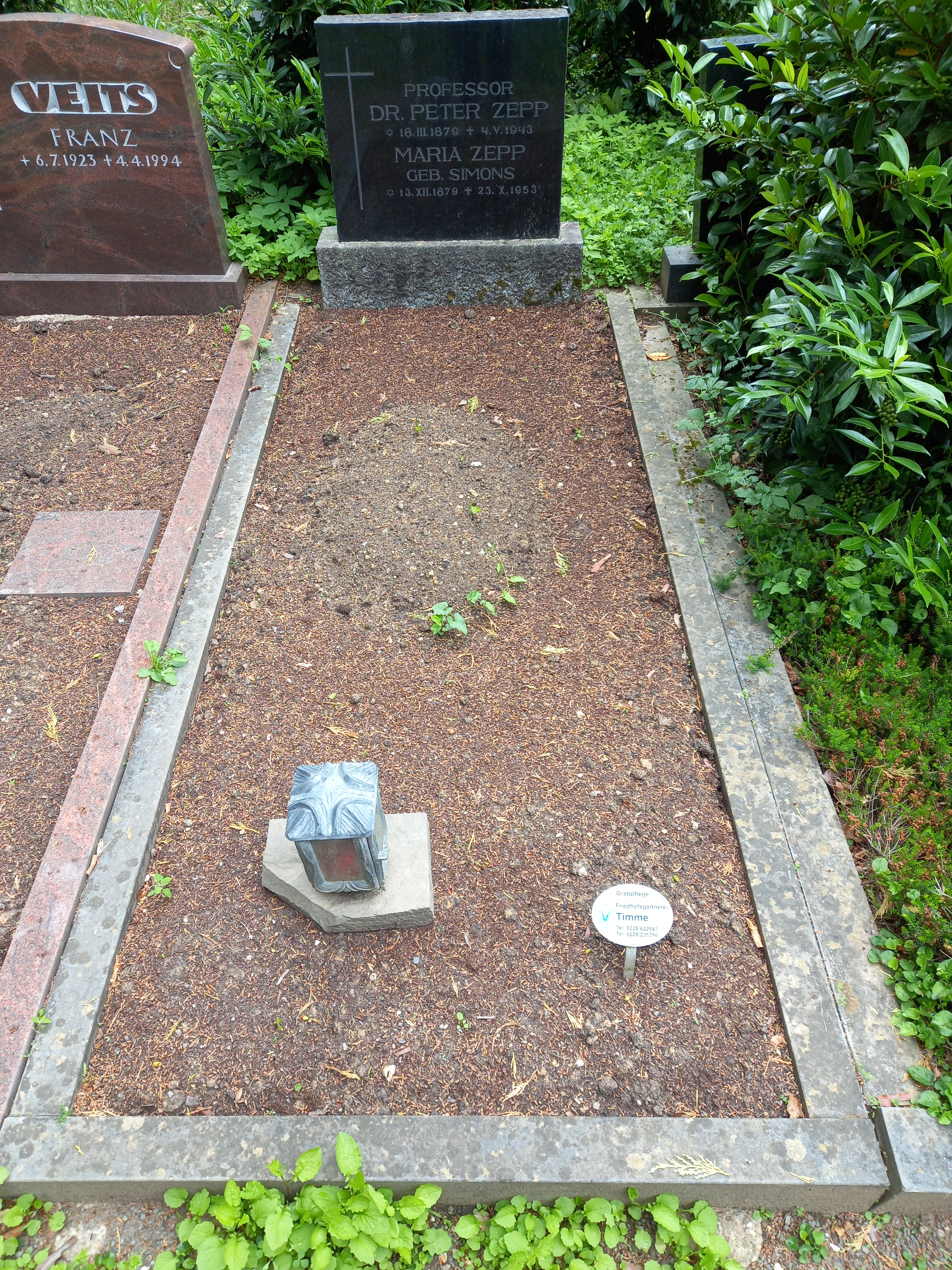
Das Grab von Peter Zepp und seiner Ehefrau Maria geborene Simons auf dem Südfriedhof (Bonn)

Peter Josef Zepp (* 18. März 1879 in Sinzig; † 4. Mai 1943 in Bonn) war ein deutscher Geograf und Hochschullehrer an der Pädagogischen Akademie Bonn.
Zepp wurde erst Volksschullehrer in Siegburg, Koblenz und Bonn. Neben dem Beruf studierte er ohne Reifeprüfung durch Ministerialverfügung Geografie und Biologie an der Universität Bonn bis zur Promotion 1923 und Staatsexamen 1924. 1926/27 wurde er zum Dozenten für Geografie an die neu gegründete Pädagogische Akademie Bonn berufen, die im Mai 1933 zu einer Hochschule für Lehrerbildung wurde. Im November 1933 unterzeichnete er das Bekenntnis der Professoren an den deutschen Universitäten und Hochschulen zu Adolf Hitler.
Die Stadt Sinzig ehrt ihn durch die Peter-Zepp-Straße.

## Schriften
- Beiträge zur vergleichenden Untersuchung der heimischen Froscharten. München 1923 (= Bonner Dissertation 1923)
- Die Laacher Landschaft. Stimmen zu ihrer Erhaltung. Bonn 1926
- Rheinische Landschaften in topographischen Aufnahmen des Reichsamt für Landesaufnahme. Berlin 1929
- Die weltkundliche Jugendbildung in Heimat- und Erdkunde: eine rheinische Heimatkunde. In: Franz Xaver Eggersdorfer (Hrsg.): Handbuch der Erziehungswissenschaften. München 1931, Teil 4, Band 3
- Land und Volk der deutschen Westmark. Schwann, Düsseldorf 1935